# Dmitrij Baranow
Dmitrij Baranow (ur. 19 czerwca 1970 w Kujbyszewie) – rosyjski inżynier, doktor habilitowany, dyrektor generalny CSKB-Progress.
W 1994 ukończył Samarski Państwowy Uniwersytet Lotnictwa Kosmicznego w specjalności budowa rakiet. W latach 1993–2005 zajmował stanowiska: technik, inżynier, inżynier konstruktor drugiej kategorii, wiodący inżynier-projektant SSC „CSKB-Progress” RSK, Samara.
W latach 2005–2011 zajmował stanowiska: Zastępca Dyrektora Generalnego – Główny Konstruktor Produktu – Dyrektor Programu „Sojuz w GKC”, zastępca generalnego konstruktora – główny konstruktor produktu – dyrektor dyrekcji programu „Sojuz w GKC”, zastępca generalnego konstruktora środków wyniesienia – dyrektor dyrekcji programów „Sojuz w GKC” FGUP GNP RKC „CSKB – Progress”, Samara.
Od 2011 do czerwca 2018 zajmował stanowiska: Zastępca Generalnego Konstruktora Środków Wyniesienia, Zastępca Generalnego Konstruktora – Główny Konstruktor Środków Wyniesienia, Zastępca Generalnego Konstruktora Środków Wyniesienia AO „RKC Progress”, Samara.
Od czerwca do listopada 2018 czasowo pełnił obowiązki Dyrektora Generalnego AO „RKC Progress”, Samara.
19 listopada 2018 Decyzją Rady Dyrektorów został wybrany na stanowisko Dyrektora Generalnego Dyrektora Generalnego AO „RKC Progress”.
Posiada stopień naukowy doktora habilitowanego (kandydat nauk technicznych).

## Nagrody
- Honorowy tytuł „Zasłużony Konstruktor Federacji Rosyjskiej”
- Laureat Nagrody Rządu Federacji Rosyjskiej imienia Jurija Gagarina w dziedzinie działalności kosmicznej
- medal S.A. Afanasiewa – GK Roskosmosu
- Znak Korolowa – Roskosmosu
- Medal Federacji Kosmonautyki Rosji „Lot Jurija Gagarina”[1]